# Koshkonong (Wisconsin)
Koshkonong es un pueblo ubicado en el condado de Jefferson en el estado estadounidense de Wisconsin. En el Censo de 2010 tenía una población de 3.692 habitantes y una densidad poblacional de 33,47 personas por km².

## Geografía
Koshkonong se encuentra ubicado en las coordenadas 42°53′37″N 88°50′16″O / 42.89361, -88.83778. Según la Oficina del Censo de los Estados Unidos, Koshkonong tiene una superficie total de 110.31 km², de la cual 107.27 km² corresponden a tierra firme y (2.75%) 3.03 km² es agua.

## Demografía
Según el censo de 2010, había 3.692 personas residiendo en Koshkonong. La densidad de población era de 33,47 hab./km². De los 3.692 habitantes, Koshkonong estaba compuesto por el 97.29% blancos, el 0.24% eran afroamericanos, el 0.11% eran amerindios, el 0.79% eran asiáticos, el 0% eran isleños del Pacífico, el 0.89% eran de otras razas y el 0.68% pertenecían a dos o más razas. Del total de la población el 2.46% eran hispanos o latinos de cualquier raza.